# مرتة
المُرتة (عجوة): هي مشتق من مشتقات الحليب ويتم تناولها على الإفطار المصري عادة بالخبز.